# Чемпионат Европы по волейболу среди женщин 1977
10-й чемпионат Европы по волейболу среди женщин прошёл с 25 сентября по 2 октября 1977 года в 4 городах Финляндии (Тампере, Котке, Турку и Лахти) с участием 12 национальных сборных команд. Чемпионский титул в 9-й раз в своей истории и в 6-й раз подряд выиграла сборная СССР.

## Команды-участницы
Финляндия — страна-организатор;
СССР, Венгрия, ГДР, Чехословакия, Болгария — по итогам чемпионата Европы 1975 года;
Югославия, Румыния, Польша, Италия, Нидерланды, ФРГ — по итогам квалификации.

## Система проведения чемпионата
12 финалистов чемпионата Европы на предварительном этапе были разбиты на две группы. По две лучшие команды из групп стали участниками плей-офф за 1—4-е места. Итоговые 5—8-е и 9—12-е места также по системе плей-офф разыграли команды, занявшие в группах соответственно 3—4-е и 5—6-е места.

## Города
Соревнования прошли в четырёх городах Финляндии — Тампере, Котке, Турку и Лахти.
- Тампере.

В Тампере прошли матчи плей-офф за 1—4 места.
- Котка.

В Котке прошли матчи группы «А» предварительного этапа и плей-офф за 5—8 места.
- Турку.

В Турку прошли матчи группы «В» предварительного этапа.
- Лахти.

В Лахти прошли матчи группы «С» предварительного этапа и плей-офф за 9—12 места.

## Предварительный этап

### Группа А
Котка
| М | Команда   | 1   | 2   | 3   | 4   | 5   | 6   | И | В | П | С/П  | О |
| - | --------- | --- | --- | --- | --- | --- | --- | - | - | - | ---- | - |
| 1 | ГДР       |     | 3:0 | 2:3 | 3:0 | 3:0 | 3:0 | 5 | 4 | 1 | 14:3 | 9 |
| 2 | Польша    | 0:3 |     | 3:0 | 3:1 | 3:0 | 3:0 | 5 | 4 | 1 | 12:4 | 9 |
| 3 | Болгария  | 3:2 | 0:3 |     | 3:0 | 3:0 | 3:0 | 5 | 4 | 1 | 12:5 | 9 |
| 4 | ФРГ       | 0:3 | 1:3 | 0:3 |     | 3:1 | 2:3 | 5 | 1 | 4 | 6:13 | 6 |
| 5 | Италия    | 0:3 | 0:3 | 0:3 | 1:3 |     | 3:0 | 5 | 1 | 4 | 4:12 | 6 |
| 6 | Финляндия | 0:3 | 0:3 | 0:3 | 3:2 | 0:3 |     | 5 | 1 | 4 | 3:14 | 6 |

25 сентября: Финляндия — ФРГ 3:2 (12:15, 15:11, 10:15, 15:12, 15:8); Польша — Болгария 3:0 (16:14, 15:11, 15:5); ГДР — Италия 3:0 (15:4, 15:10, 15:1).
26 сентября: Польша — Италия 3:0 (15:8, 15:10, 15:6); ГДР — ФРГ 3:0 (15:9, 15:2, 15:10); Болгария — Финляндия 3:0 (15:5, 15:4, 15:10).
27 сентября: ГДР — Польша 3:0 (15:13, 15:11, 15:5); Италия — Финляндия 3:0 (15:8, 15:7, 15:8); Болгария — ФРГ 3:0 (15:13, 15:5, 15:7).
28 сентября: Болгария — Италия 3:0 (15:3, 16:14, 15:5); ГДР — Финляндия 3:0 (15:4, 15:9, 15:9); Польша — ФРГ 3:1 (15:13, 12:15, 15:9, 15:3).
29 сентября: Болгария — ГДР 3:2 (15:12, 15:3, 1:15, 12:15, 15:11); ФРГ — Италия 3:1 (15:1, 11:15, 15:5, 15:5); Польша — Финляндия 3:0 (15:2, 15:1, 15:1).

### Группа В
Турку
| М | Команда      | 1   | 2   | 3   | 4   | 5   | 6   | И | В | П | С/П   | О  |
| - | ------------ | --- | --- | --- | --- | --- | --- | - | - | - | ----- | -- |
| 1 | СССР         |     | 3:0 | 3:0 | 3:1 | 3:0 | 3:0 | 5 | 5 | 0 | 15:1  | 10 |
| 2 | Венгрия      | 0:3 |     | 3:1 | 3:2 | 3:0 | 3:0 | 5 | 4 | 1 | 12:6  | 9  |
| 3 | Чехословакия | 0:3 | 1:3 |     | 3:2 | 3:0 | 3:0 | 5 | 3 | 2 | 10:8  | 8  |
| 4 | Румыния      | 1:3 | 2:3 | 2:3 |     | 3:2 | 3:2 | 5 | 2 | 3 | 11:13 | 7  |
| 5 | Югославия    | 0:3 | 0:3 | 0:3 | 2:3 |     | 3:2 | 5 | 1 | 4 | 5:14  | 6  |
| 6 | Нидерланды   | 0:3 | 0:3 | 0:3 | 2:3 | 2:3 |     | 5 | 0 | 5 | 4:15  | 5  |

25 сентября: Румыния — Югославия 3:2 (15:17, 15:8, 15:1, 16:18, 15:9); СССР — Чехословакия 3:0 (15:5, 15:9, 15:6); Венгрия — Нидерланды 3:0 (15:8, 15:12, 15:3).
26 сентября: Венгрия — Югославия 3:0 (15:9, 15:4, 15:6); Чехословакия — Румыния 3:2 (15:8, 15:10, 9:15, 14:16, 15:13); СССР — Нидерланды 3:0 (15:1, 15:3, 15:10).
27 сентября: СССР — Югославия 3:0 (15:0, 15:8, 15:2); Венгрия — Румыния 3:2 (15:7, 9:15, 13:15, 15:8, 15:7); Чехословакия — Нидерланды 3:0 (15:9, 15:7, 15:2).
28 сентября: Югославия — Нидерланды 3:2 (12:15, 15:8, 15:1, 6:15, 15:10); СССР — Румыния 3:1 (15:3, 15:7, 13:15, 15:4); Венгрия — Чехословакия 3:1 (15:13, 14:16, 16:14, 15:5).
29 сентября: Чехословакия — Югославия 3:0 (15:13, 15:4, 16:14); Румыния — Нидерланды 3:2 (15:11, 11:15, 15:4, 13:15, 15:8); СССР — Венгрия 3:0 (15:10, 15:2, 15:6).

## Плей-офф
Тампере/Котка/Лахти

### Полуфинал за 1—4 места
1 октября. Тампере
ГДР — Венгрия 3:0 (18:16, 15:8, 18:16)
СССР — Польша 3:0 (15:3, 15:1, 15:7)

### Полуфинал за 5—8 места
1 октября. Котка
Румыния — Болгария 3:0 (15:11, 15:2, 15:5)
Чехословакия — ФРГ 3:0 (15:6, 15:4, 15:2)

### Полуфинал за 9—12 места
1 октября. Лахти
Нидерланды — Италия 3:2 (15:6, 5:15, 15:5, 11:15, 15:11)
Югославия — Финляндия 3:2 (16:18, 15:11, 2:15, 15:11, 15:8)

### Матч за 11-е место
2 октября. Лахти
Италия — Финляндия 3:1 (15:11, 15:5, 8:15, 15:6)

### Матч за 9-е место
2 октября. Лахти
Югославия — Нидерланды 3:0 (15:9, 15:13, 15:2)

### Матч за 7-е место
2 октября. Котка
Болгария — ФРГ 3:0 (15:6, 15:10, 15:6)

### Матч за 5-е место
2 октября. Котка
Чехословакия — Румыния 3:0 (15:3, 15:3, 15:10)

### Матч за 3-е место
2 октября. Тампере
Венгрия — Польша 3:2 (16:14, 10:15, 15:9, 5:15, 15:9)

### Финал
2 октября. Тампере
СССР — ГДР 3:0 (15:12, 15:1, 15:3)

## Итоги

### Положение команд
| 1. СССР         | 7. Болгария    |
| 2. ГДР          | 8. ФРГ         |
| 3. Венгрия      | 9. Югославия   |
| 4. Польша       | 10. Нидерланды |
| 5. Чехословакия | 11. Италия     |
| 6. Румыния      | 12. Финляндия  |

### Призёры
СССР: Нина Смолеева, Людмила Щетинина, Людмила Жигилий, Людмила Чернышёва, Надежда Радзевич, Нина Мурадян, Татьяна Сорокина, Надежда Горловская, Галина Мячина, Мудите Стурмане, Ольга Белова, Елена Петрунина. Тренер — Виктор Тюрин.
  ГДР: Барбара Чекалла, Катарина Буллин, Анке Вестендорф, Кристина Муммхардт, Аннетта Шульц, Андреа Хайм, Ангела Маттке, Корнелия Риккерт, Хельга Оффен, Моника Майсснер, Г.Ланганки, Г.Шрёдер. Тренер — Дитер Грунд.
  Венгрия: Люция Банхедь-Радо, Габриэлла Фекете-Чапо, Агнеш Торма, Каталин Халаш-Марчиш, Ильдико Соньи, Юдит Раднаи-Шлегль, Агнеш Балайча-Юхас, Зита Симон-Куташ, Дьёндль Геревич-Барди, Жужанна Фодор-Гальхиди, Ирма Анкер, Бернадет Сийярто-Кёсеги. Тренер — Эрнё Хённиг.